# Čeladná
Obec Čeladná (německy Tscheladna) se nachází v okrese Frýdek-Místek v Moravskoslezském kraji. Žije zde přibližně 2 900 obyvatel.
V Čeladné se mezi lety 1952-2000 nacházela významná lokální porodnice, a proto se u mnohých osobností chybně uvádí, že pocházejí z Čeladné.[zdroj?]

## Název
Jméno vesnice je přídavné jméno od obecného čelaď, což byla varianta slova čeleď. Význam jména byl „místo patřící čeledi“.

## Historie
První písemná zmínka o obci pochází z roku 1600, kdy je vesnice zapsána v urbáři hukvaldského panství. Až do počátku 18. století žili v obci především zemědělci. V roce 1796 byl na Čeladné postaven dřevouhelný hamr a vysoká pec. Zde byla zpracovávána ruda z Čeladné a Kunčic, protože se na území těchto obcí těžila železná ruda. Pro její zpracování zde byly vhodné podmínky, a to hlavně dostatek dříví, ze kterého se vyrábělo dřevěné uhlí. Postupně přibývaly další průmyslové provozy, jako tkalcovna, přádelna vlny, nebo výroba sirek. Za druhé světové války se stala Čeladná zázemím partyzánů. Poté, co Němci vypálili Lidice, poskytla obec nový domov lidickým ženám a dětem. Toto období v Čeladné připomíná pomník partyzánského odboje a památník obětem fašismu.

## Doprava
Čeladná leží na silnici II//483, v úseku spojující Frýdlant nad Ostravicí a Frenštát pod Radhoštěm. Na této silnici je v budoucnu plánováno postavit obchvat obce. V současnosti[kdy?] obyvatelům obce slouží 13 autobusových zastávek, zajíždí zde dvě linky společností 3ČSAD a ČSAD Vsetín, a jedna mezikrajská linka z Havířova do Luhačovic. Dobrá dostupnost obce je také zajištěna železniční zastávkou, která leží na železniční trati 323 Ostrava-Valašské Meziříčí.
Celým územím obce je vedeno mnoho značených turistických tras, jež společně s cyklotrasami přispívají v obci k rozvoji turismu. Pod úpatím Skalky (964 m n. m.) se zde nalézá lyžařský vlek na Opálené, v provozu je zde také bobová dráha.
Za první autobusovou linku v českých zemích je považována doprava, kterou v roce 1907 provozoval soukromník z Frýdlantu nad Ostravicí do Horní Čeladné.

## Významní rodáci
- František Heřmanský (1806–1885), starosta Čeladné, poslanec zemského sněmu
- Marie Bernátková (1857–1969), lesní dělnice a pokojská. V období 16. června 1968 až 4. května 1969 byla nejstarší ověřenou žijící osobou na světě.[8]
- Josef Šigut (1910–1990), kovář a podkovář
- Jaroslav Šusta (1910–1989) , spisovatel
- Mons. Mgr. Martin David (* 1970), římskokatolický duchovní, biskup ostravsko-opavské diecéze
- Vladimír Tomšík (* 1974), viceguvernér ČNB
- Ondřej Kratěna (* 1977), lední hokejista
- Pavel Kubina (* 1977), lední hokejista
- Jakub Janda (* 1978), bývalý skokan na lyžích, poslanec za ODS
- Petr Suchoň (* 1984), televizní moderátor
- Václav Lebeda (* 1992), zpěvák známý pod pseudonymem Voxel

## Turistický ruch
Čeladná zažívá od přelomu tisíciletí rozmach v oblasti turistického ruchu a výstavby nových bytů. V roce 2001 bylo v obci otevřeno golfové hřiště.

## Pamětihodnosti
- Památník Josefa Kaluse – Čeladná 24
- Lázně Skalka (dnes Rehabilitační centrum Čeladná)
- Altán nad pramenem Cyrilky
- kaple svatých Cyrila a Metoděje
- Hrob Jána Ušiaka a jeho tří druhů
- Krucifix u kostela sv. Jana Nepomuckého
- Krucifix u restaurace Kněhyně
- Pomník obětem fašismu se sochou partyzána v parku
- Pomník popravených partyzánů stojí napravo silnice směr Frýdlant n/O.
- NPR Kněhyně - Čertův mlýn
- PR Klíny
- PR Smrk
- PR Studenčany
- PR V Podolánkách
- PP Kněhyňská jeskyně

## Fotografie

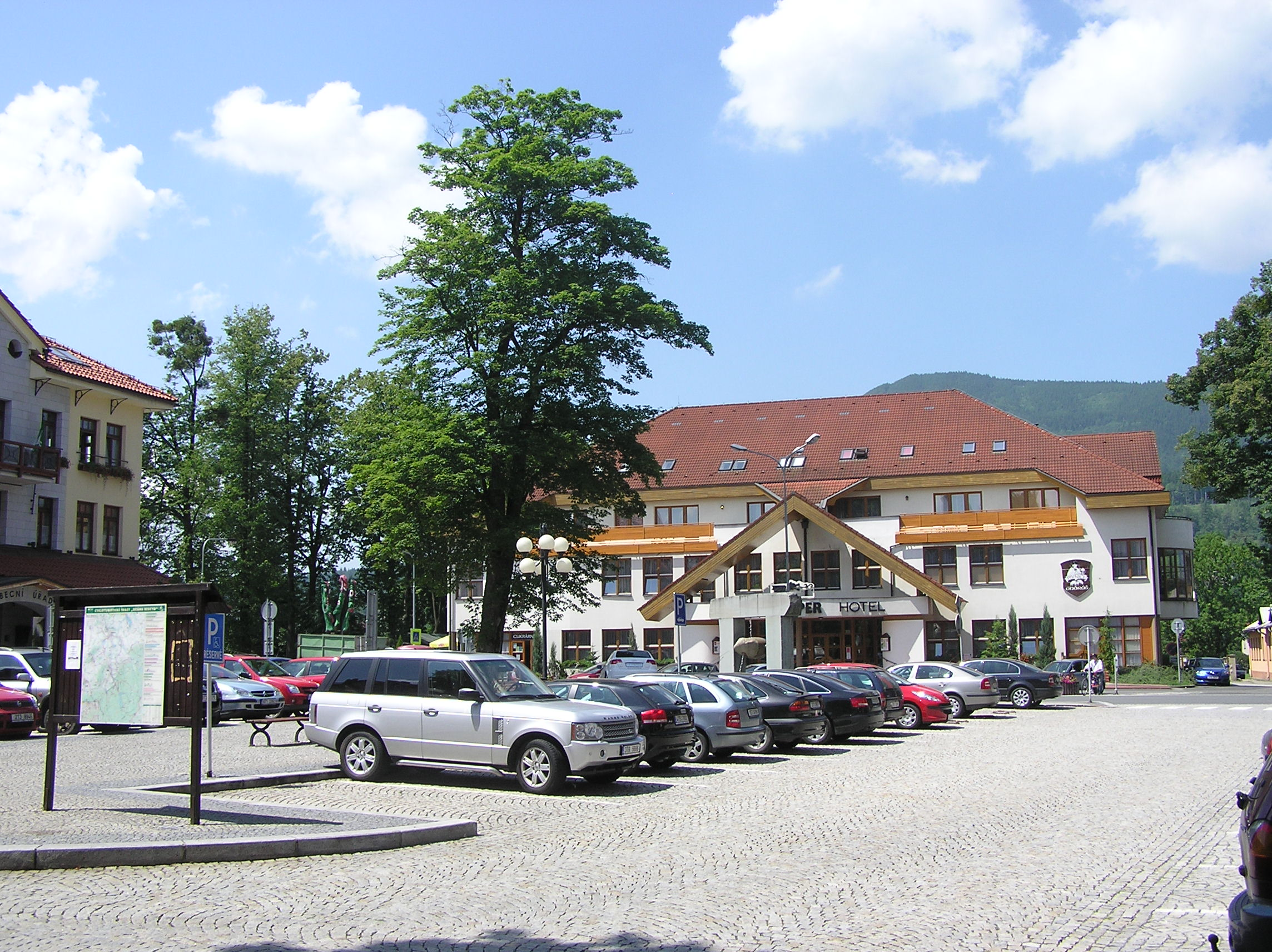
čeladenské náměstí
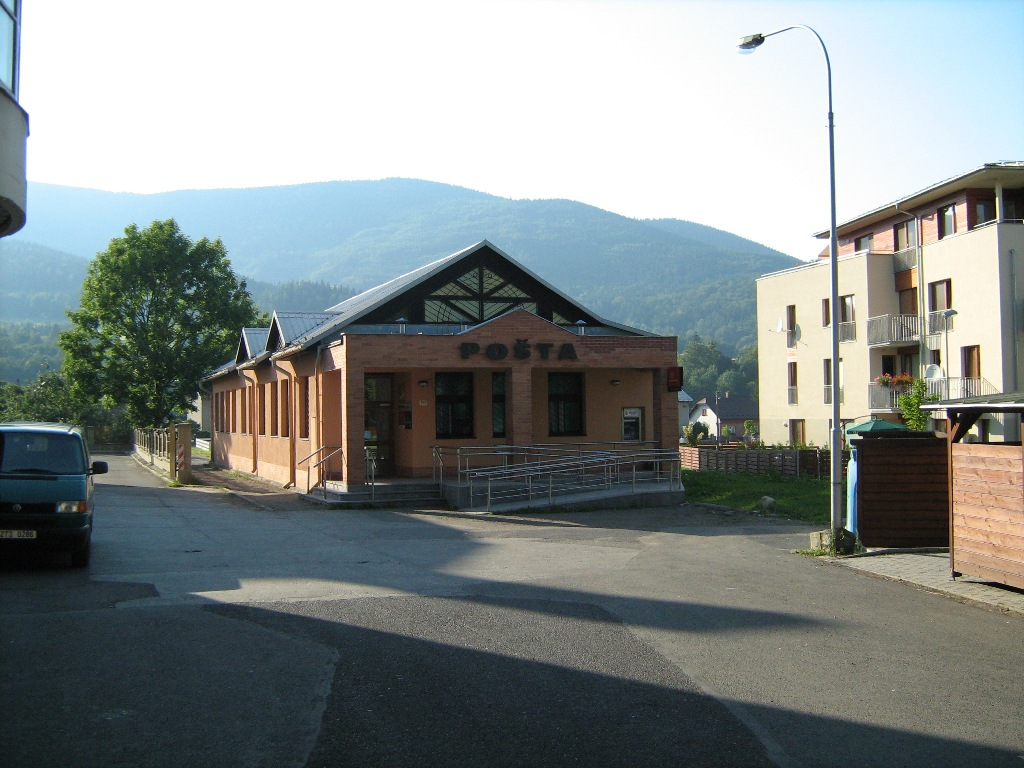
pošta
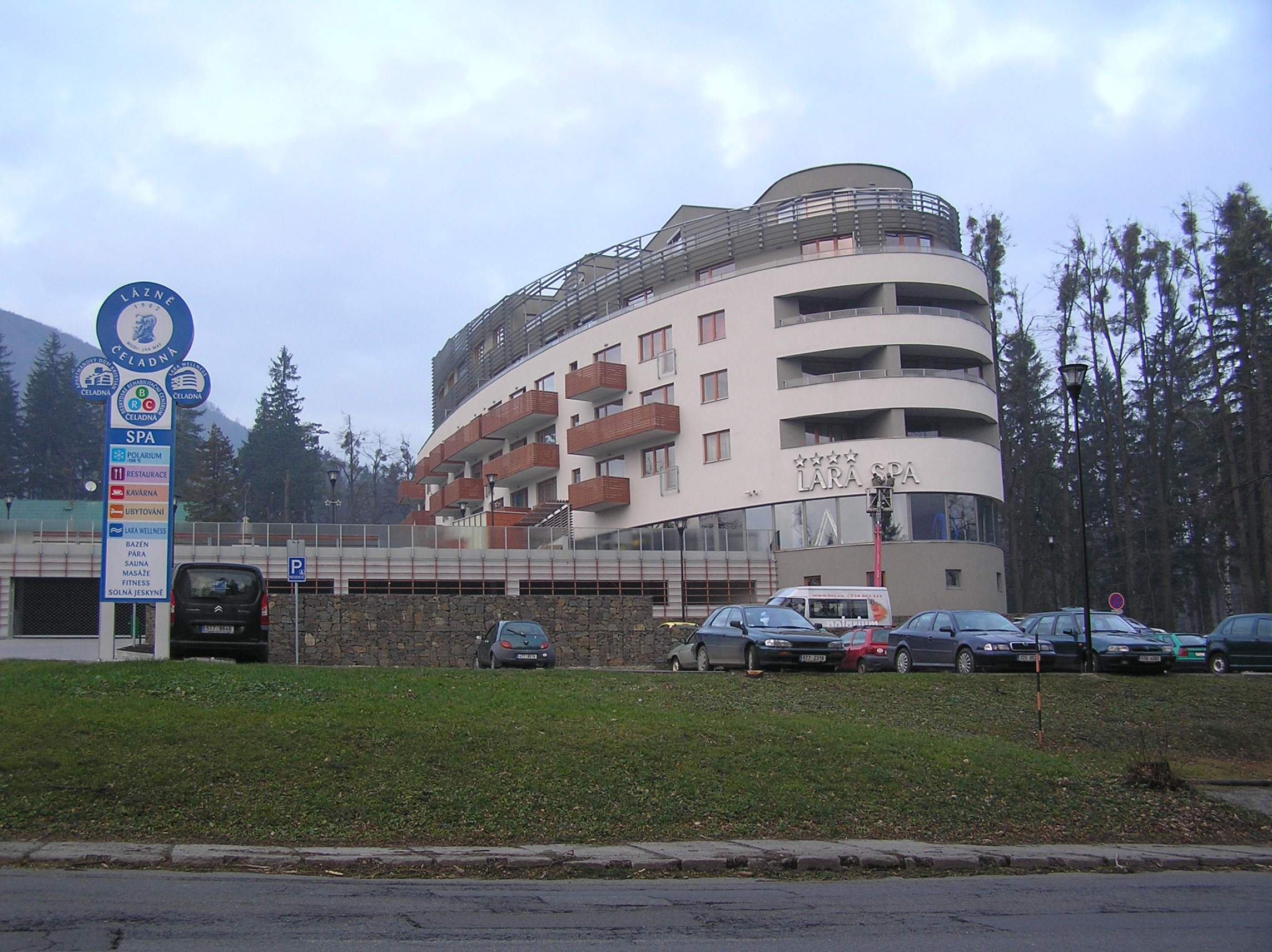
rehabilitační centrum
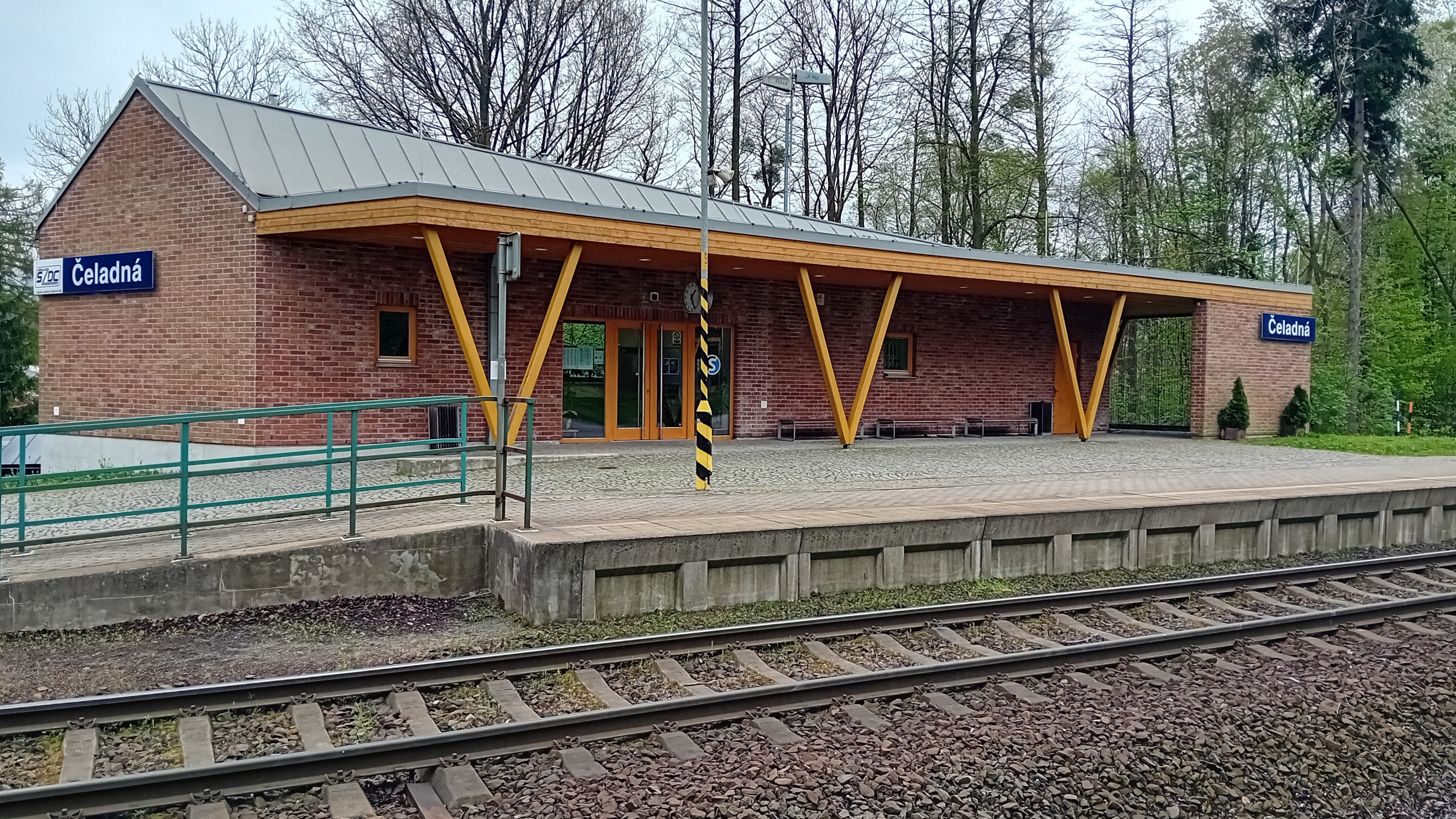
železniční zastávka
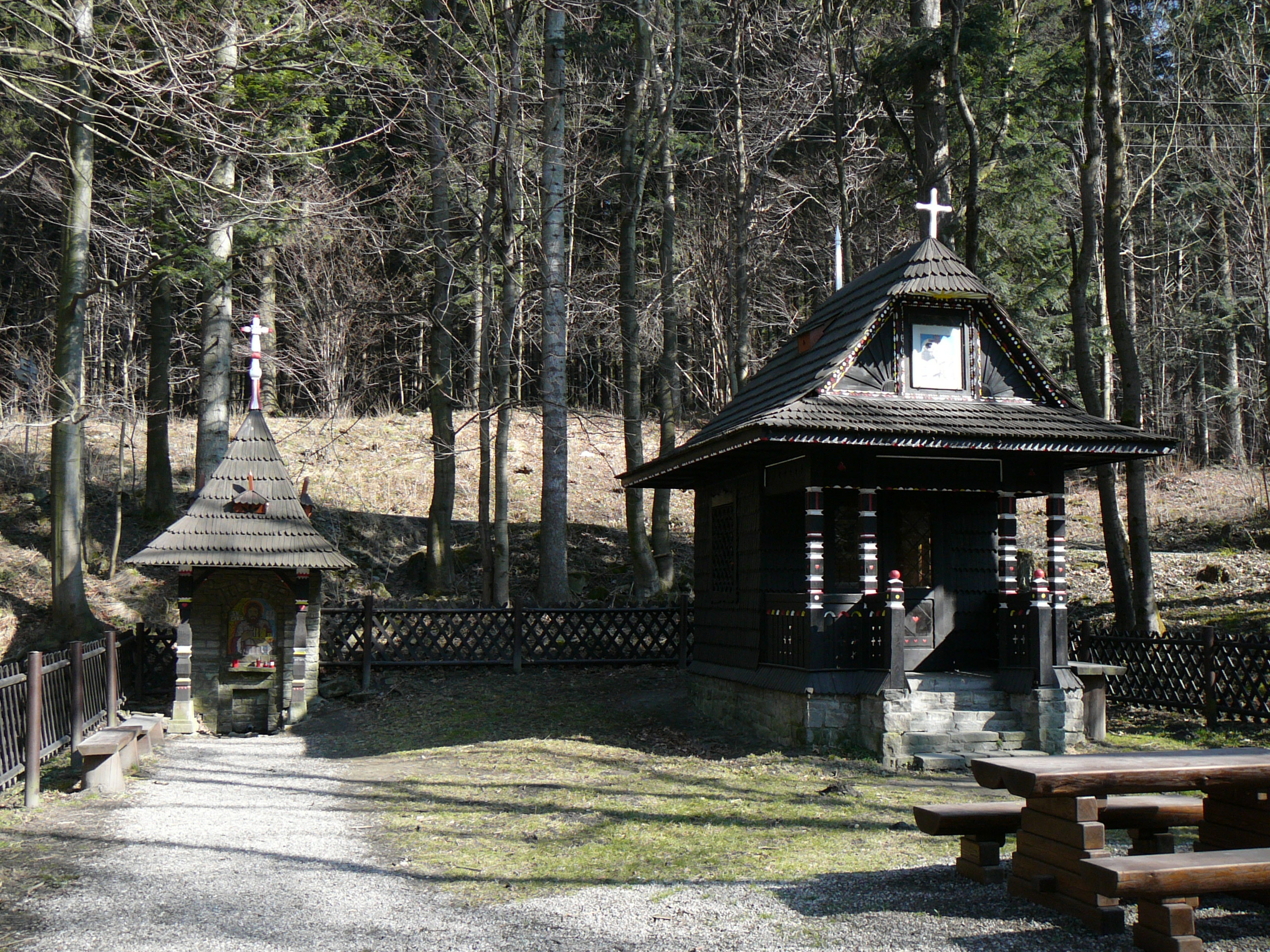
kaple sv. Cyrila a Metoděje
Věková struktura obce z roku 2011